# Église Saint-Jean-Baptiste de Saubusse
Pour les articles homonymes, voir Église Saint-Jean-Baptiste.
L'église Saint-Jean-Baptiste est une église catholique située dans la commune de Saubusse, dans le département français des Landes. Elle est inscrite au titre des monuments historiques en 1966 .

## Présentation

### Historique
L'édification de l'église débute au XIIIe siècle sous le règne de saint Louis. Elle témoigne d'une architecture de transition entre les styles roman et gothique.

### Architecture
Du côté extérieur, une tourelle d'escalier à vis en pierre coiffée d'un toit en poivrière permet d'accéder aux divers étages de la tour carrée qui sert de clocher. Deux cloches y sont installées en 1840, la plus grande a pour parrains M. François Saintorens et Mme Marie Desquerre, l'autre M. Jean-Baptiste Lavielle et Mme Catherine Hourton. La tour faisait office de refuge pour la population lors des invasions. Dans le mur de la tourelle, plusieurs meurtrières ont été dégagées lors de la restauration de l'église, de 1973 à 1977.
La nef est consolidée par des piliers extérieurs étayés par des contreforts, dont un en arcade, datant de la guerre de Cent Ans. Les fenêtres de style roman sont étroites et hautes, en plein cintre et à bordure décorée, encadrées par deux colonnettes élégantes surmontées d'un tore. Le chœur est ogival, à trois pans séparés par des contreforts.
Du côté intérieur, on pénètre dans l'édifice par un porche orienté au nord et présentant un portail remarquable. Il est constitué d'un arc principal trilobé et brisé et de deux petits arcs analogues fermés que l'on retrouve dans des églises de Navarre, comme celle de Santa María La Real à Olite. À gauche du portail, un petit bénitier encastré dans le mur était sans doute réservé aux cagots, ainsi que la porte basse.
La partie la plus ancienne est le chœur roman, dont le fond est constitué de trois pans percés chacun d'une fenêtre. Les vitraux rappellent le passage des pèlerins de Saint-Jacques-de-Compostelle, le souvenir de saint Jean-Baptiste et le mémorial de l'Eucharistie. Deux grands vitraux, offerts en 1893 par le maire M.Fialon et son épouse Marie, représentent l'un le martyre de saint Eugène, l'autre l'Assomption de Marie. On peut également remarquer dans le chœur un christ du XVIIIe siècle.
La nef se compose de trois travées : la première dans le même style que le chœur est coiffée d'une voûte en pierre. La seconde est en briques dans le but d'alléger la construction. Les voûtes sont caractérisées par la croisée d'ogives, renfermées dans un quadrilatère de nervures qui constituent des liernes purement décoratives de style flamboyant (XVe siècle).
La tribune peut dater du XIXe siècle. Au centre se trouve un tableau de la « descente de la Croix » achetée en 1814 à l'artiste Montaut d'Oloron. Pendant la Révolution française, l'église sert de prison à quinze Basques déportés de leur village pour infidélité au roi. La chaire, qui datait de 1830 ainsi qu'une maquette de bateau, symbolisant l'activité portuaire sur l'Adour en contrebas de l'église, ont disparu à l'occasion de la restauration de l'église, entre 1973 et 1977.
À droite, la chapelle la plus ancienne est dédiée à saint Michel. Propriété des seigneurs de Bellepeyre et de Bétheder, elle était leur lieu de sépulture. On peut y admirer un autel du XVIIIe siècle en bois peint. On y remarque une croix basque et une curieuse statue de saint Michel du XVIe siècle qui repose sur un socle portant le blason du chevalier de Bellepeyre.
À gauche, la chapelle Notre-Dame a été détruite par un incendie en 1814, celle qui la remplace est donc plus récente. Elle servait de sépulture aux notables locaux.